# ماکانا باکو
ماکانا باکو (انگلیسی: Makana Baku؛ زادهٔ ۸ آوریل ۱۹۹۸) بازیکن فوتبال اهل آلمان است.
وی همچنین در تیم‌های ملی فوتبال زیر ۲۰ سال آلمان و زیر ۲۱ سال آلمان بازی کرده‌است.